# Tanaka Mina
Mina Tanaka (田中 美 南, Tanaka Mina, sinh ngày 28 tháng 4 năm 1994) là một cầu thủ bóng đá nữ người Nhật gốc Thái đang chơi ở vị trí tiền đạo cho Bayer Leverkusen (cho mượn từ INAC Kobe Leonessa) và đội tuyển bóng đá nữ quốc gia Nhật Bản.

## Sự nghiệp câu lạc bộ
Tanaka sinh ra tại Thái Lan vào ngày 28 tháng 4 năm 1994.Vào ngày 14 tháng 8, cô ghi bàn thắng đầu tiên trong chiến thắng 5–0 trên sân nhà trước Fukuoka J. Anclas. Cô đã trở thành Vua phá lưới trong năm 2016 và 2017.
Năm 2020, Tanaka ký hợp đồng với INAC Kobe Leonessa. Sau khi giải đấu bị hoãn hai tháng do đại dịch COVID-19

## Sự nghiệp
Vào ngày 8 tháng 3, cô có trận ra mắt cho Nhật Bản và ghi bàn thắng đầu tiên trong trận thua 2-1 trước Đức ở Algarve Cup 2013. Năm 2018, cô thi đấu tại Asian Cup 2018 và Nhật Bản giành chức vô địch. Cô đã đấu 35 trận và ghi 14 bàn cho Nhật Bản.

## Thống kê sự nghiệp
| Nhật Bản  | Nhật Bản | Nhật Bản |
| Năm       | Trận     | Bàn      |
| --------- | -------- | -------- |
| 2013      | 4        | 1        |
| 2014      | 0        | 0        |
| 2015      | 2        | 0        |
| 2016      | 0        | 0        |
| 2017      | 14       | 5        |
| Tổng cộng | 20       | 6        |

### Bàn thắng quốc tế
| #  | Ngày                 | Địa điểm                                                        | Đối thủ           | Bàn thắng | Kết quả | Giải đấu                            |
| -- | -------------------- | --------------------------------------------------------------- | ----------------- | --------- | ------- | ----------------------------------- |
| 1  | 8 tháng 3 năm 2013   | Sân vận động Thành phố Bela Vista, Parchal, Bồ Đào Nha          | Đức               | 1–1       | 1–2     | Cúp Algarve 2013                    |
| 2  | 9 tháng 4 năm 2017   | Sân vận động Egao Kenkō, Kumamoto, Nhật Bản                     | Costa Rica        | 2–0       | 3–0     | Giao hữu                            |
| 3  | 27 tháng 7 năm 2017  | Sân vận động SDCCU, San Diego, Hoa Kỳ                           | Úc                | 1–0       | 2–4     | Tournament of Nations 2017          |
| 4  | 22 tháng 10 năm 2017 | Sân vận động Công viên Thể thao Minami Nagano, Nagano, Nhật Bản | Thụy Sĩ           | 2–0       | 2–0     | Giao hữu                            |
| 5  | 8 tháng 12 năm 2017  | Fukuda Denshi Arena, Chiba, Nhật Bản                            | Hàn Quốc          | 1–0       | 3–2     | Giải vô địch bóng đá nữ Đông Á 2017 |
| 6  | 11 tháng 12 năm 2017 | Fukuda Denshi Arena, Chiba, Nhật Bản                            | Trung Quốc        | 1–0       | 1–0     | Giải vô địch bóng đá nữ Đông Á 2017 |
| 7  | 1 tháng 4 năm 2018   | Sân vận động Transcosmos Nagasaki, Isahaya, Nhật Bản            | Ghana             | 1–0       | 7–1     | Giao hữu                            |
| 8  | 7 tháng 4 năm 2018   | Sân vận động Quốc vương Abdullah II, Amman, Jordan              | Việt Nam          | 4–0       | 4–0     | Cúp bóng đá nữ châu Á 2018          |
| 9  | 21 tháng 8 năm 2018  | Sân vận động Gelora Sriwijaya, Palembang, Indonesia             | Việt Nam          | 4–0       | 7–0     | Đại hội Thể thao châu Á 2018        |
| 10 | 21 tháng 8 năm 2018  | Sân vận động Gelora Sriwijaya, Palembang, Indonesia             | Việt Nam          | 7–0       | 7–0     | Đại hội Thể thao châu Á 2018        |
| 11 | 11 tháng 12 năm 2019 | Sân vận động chính Asiad Busan, Busan, Hàn Quốc                 | Đài Bắc Trung Hoa | 2–0       | 9–0     | Cúp bóng đá Đông Á 2019             |
| 12 | 11 tháng 12 năm 2019 | Sân vận động chính Asiad Busan, Busan, Hàn Quốc                 | Đài Bắc Trung Hoa | 4–0       | 9–0     | Cúp bóng đá Đông Á 2019             |
| 13 | 8 tháng 4 năm 2021   | Sân vận động Yurtec Sendai, Sendai, Nhật Bản                    | Paraguay          | 7–0       | 7–0     | Giao hữu                            |
| 14 | 10 tháng 6 năm 2021  | Sân vận động Edion Hiroshima, Hiroshima, Nhật Bản               | Ukraina           | 7–0       | 7–0     | Giao hữu                            |
| 15 | 13 tháng 6 năm 2021  | Sân vận động Kanseki Tochigi, Utsunomiya, Nhật Bản              | México            | 2–0       | 5–1     | Giao hữu                            |
| 16 | 27 tháng 7 năm 2021  | Sân vận động Miyagi, Rifu, Nhật Bản                             | Chile             | 1–0       | 1–0     | Thế vận hội Mùa hè 2020             |
| 17 | 30 tháng 7 năm 2021  | Sân vận động Saitama 2002, Saitama, Nhật Bản                    | Thụy Điển         | 1–1       | 1–3     | Thế vận hội Mùa hè 2020             |

## Danh hiệu

### Câu lạc bộ
Nippon TV Beleza
- Nadeshiko League: 2015, 2016, 2017, 2018, 2019
- Cúp Hoàng Đế: 2014, 2017, 2018
- Nadeshiko League Cup: 2012, 2016, 2018

### Cá nhân
- Vua phá lưới Nadeshiko League: 2016, 2017,[8] 2018, 2019
- Nadeshiko League Best XI: 2015, 2016, 2017,[8] 2018, 2019
- Nadeshiko League Best Player Award (MVP): 2018, 2019